# سیارک ۱۱۷۴۶
سیارک ۱۱۷۴۶ (به انگلیسی: 11746 Thomjansen، نامگذاری:1999NG4) یازده هزار و هفتصد و چهل و ششمین سیارک کشف شده‌است که در ۱۳ ژوئیه ۱۹۹۹ کشف شد.
قدر مطلق سیارک برابر ۱۲٫۹ است.